# 数学II
数学II（すうがくに、英: Mathematics II）は高等学校数学科の科目の一つである。数学Iと共に1956年の学習指導要領で登場して以来、幾度か大きな内容の変更が行われ、名称も何度か変更された科目である。本稿ではこの科目の内容の変遷を、補足的に他の数学科の科目にも触れつつ説明する。なお、当時の用語の一部は現在なじみの深い用語に直している。

## 数学IIの登場
数学IIという科目は1956年の学習指導要領で登場した。高等学校数学の初歩的内容から発展させていくものとしてはそれまで「解析II」という科目があった。しかし、「解析II」で扱う内容は、現在の数学IIと数学IIIの両方に大体相当する内容とさらに確率・統計内容を含むかなり広いものであった。一方でベクトルがなく、線型代数学に関する内容が少ないという問題があった。
こうしたことを受けて1956年度の学習指導要領では、高校数学の履修内容を段階化することと、発展的な内容を学習できるようにするために数学I、数学II、数学IIIという科目が設置された。数学IIが発足したときの履修内容は次のとおりである。
1. 方程式
  1. 因数定理
  2. 分数方程式・無理方程式
2. 関数とそのグラフ
  1. グラフの概形のとらえ方
  2. 指数関数・対数のグラフ
  3. 二次関数・三次関数のグラフ
  4. 分数関数のグラフ
3. 三角関数とその性質
  1. 一般角の三角関数とそのグラフ
  2. 三角関数の加法定理
4. 図形とその方程式
  1. 直線の方程式・円の方程式
  2. 二次曲線とその方程式
  3. 楕円・双曲線・放物線に帰着する軌跡

このときから、数学IIの履修内容として高次方程式・三角関数・指数関数・対数関数・極限という大枠が定まったが、ベクトルは登場せず、微分・積分法内容は限定的であった。

## 数学IIA・数学IIBへの分割

### 1963年度版
1963年度から学年進行で施行された学習指導要領では数学IIは「数学IIA」「数学IIB」に分割された（以下それぞれIIA、IIBと略記）。IIAは実務的な内容を重視しており、先の1956年度のものと比較すると方程式や三角関数、解析幾何学などの内容を削除して計算法や確率・統計、数列が登場しており、初歩的な微分・積分内容が強化されている。しかし、後述するIIBと比較すると、実用的であると共に「簡易版」ともいえるものであった。
むしろ1956年度における数学IIを継承発展させたのはIIBの方であった。このことは内容的なものはもちろん、数学IIIの履修に当たって前提となるのがこのIIBの履修であったからである。当時の履修内容は次のとおり。
1. 順列と組合せ
  1. 場合の数の数え方
  2. 順列と組合せ
  3. 二項定理
2. 数列と級数
  1. 等差数列、等比数列
  2. その他の数列
  3. 無限等比級数
3. 三角関数とベクトル
  1. 三角形への応用
    - 正弦定理・余弦定理、三角形の面積

  2. 加法定理
  3. ベクトル
    - ベクトルの意味
    - 加法、減法、実数との乗法、内積
4. 図形と座標
  1. 二次曲線
  2. 座標軸の平行移動・回転
  3. 曲線の表わし方
    - 媒介変数による表わし方
    - 極座標による表わし方
5. 微分法
  1. 微分係数
  2. 導関数とその計算
  3. 導関数の応用
6. 積分法
  1. 積分の意味
  2. 積分の計算
  3. 積分の応用

これからもわかるように、この改定から数列やベクトルが登場し、1956年改定では極限程度しか扱わなかったのが大幅に改定され、微分・積分の初歩的内容まで踏み込んだものになり、後述する「現代化カリキュラム」導入時よりも多くの内容が追加されていることがわかる。

### 1973年度版（現代化カリキュラム）
1973年度から学年進行で施行された学習指導要領は現代化カリキュラムと呼ばれる、全体的に極めて内容の多いものであった（学習指導要領#変遷参照）。しかし、IIA及びIIBでは履修内容の量に関していえばそれほど増加していない（むしろ追加されたものの「質」が問題であった。）。というのも、平面上のベクトルや三角関数などは数学Iで学ぶことになったことなどが理由として挙げられる。また、IIAとIIBの位置付けは変わっていない。
IIAでは行列及び電子計算機と流れ図が初めて高等学校の内容として追加された一方、数列や計算法は削除された。
IIBの方は前述のものに加えて、解析幾何や平面上の曲線（図形と座標）、順列と組合せ（二項定理を除く）が削除され、代わりに行列、空間におけるベクトル、公理が追加された。

## 数学II・数学Bへの分割
現代化カリキュラムと呼ばれている1973年度版はあまりに濃密過ぎたため、授業内容についていけない生徒が増えるなどの弊害が指摘・批判されるようになった。このため、第一次「ゆとりカリキュラム」と呼ばれた1978年に定められた学習指導要領以降は内容の削除や先送りが行われるようになった。

### 1982年度版（IIBの｢代数・幾何」｢基礎解析」｢確率・統計」への分割）
この学習指導要領では大規模な変更が行われた。これまでのIIA及びIIBの違いを残しつつ、IIBの系統を更に分割するカリキュラムがとられるようになった。こうしてIIAの系統のみが数学IIとなり、IIBは「代数・幾何」「基礎解析」「確率・統計」の3科目に分割された。さらに数学IIIは確率分布や統計的な推測を「確率・統計」に移行し、残りの内容は「基礎解析」の後に履修する科目「微分・積分」に移行され、「基礎解析」だけでも履修すれば整式の微分・積分とそれらの応用を履修できるようにされた。このIIBの改定は以降のローマ数字系（方程式・不等式と関数を中心とした解析学の内容）とアルファベット系（方程式・不等式以外の代数学、幾何学、論理学、統計学などの内容）の改定の走りであった。
こうして新たに数学II（標準単位数 3 単位）として位置付けられたものの内容は次のとおりである。
1. 確率と統計 
  1. 順列・組合せ
  2. 確率
  3. 統計
2. ベクトル 
  1. ベクトルとその演算
  2. ベクトルの応用
3. 微分と積分 
  1. 微分係数の意味
  2. 導関数とその応用
  3. 積分の意味
4. 数列 
  1. 等差数列
  2. 等比数列
5. いろいろな関数 
  1. 指数関数
  2. 対数関数
  3. 三角関数
6. 電子計算機と流れ図 
  1. 電子計算機の機能
  2. アルゴリズムと流れ図

標準単位数は 3 単位であったが、実際はほとんどの高校で電子計算機と流れ図を除く全ての内容を履修していた。
そしてIIBおよび数学IIIの一部は以下のように分割された。
- ベクトル、行列、二次曲線、空間図形は「代数・幾何」へ。
- 三角関数、指数関数・対数関数、数列、微分法・積分法は「基礎解析」へ。
- 場合の数、確率、資料の整理、確率分布、統計的な推測は「確率・統計」へ。

この改定により、公理系は削除されたが、対数などは2年次以降の内容へ舞い戻っている。
また、1979年から実施された大学共通第1次学力試験(以下、共通一次)とそれを受け継いで1990年から実施された大学入試センター試験(以下、センター試験)では数学IIを受験科目とした。しかし、共通一次でもセンター試験でも、出題範囲は上記漢字3科目との重複分野のみと規定され、電子計算機と流れ図は出題されなかったため、「簡易版」のIIA、「進学系」のIIBという傾向に変化はなかった。このことを示す例として当時のチャート式の中でもいわゆる「赤チャート」に数学IIはなかったこと、当時のセンター試験の赤本において数学IIの分野と「代数・幾何」「基礎解析」「確率・統計」との対応を掲載していたことなどが挙げられる。
※「確率・統計」は三年次配当となることが多く、この分野を文系で出題したのは国立2校(京都大学、一橋大学)のみであり、公立・私立は皆無であった。また、生徒数減少期に入り、理系学部でも数学の出題を「数学Ⅰ・基礎解析・代数幾何」のみと限定する大学も出現した。その結果、このカリキュラムの学生は、集合と論理(必要条件と十分条件)、順列・組合せ、確率・統計は極端に弱いとの指摘もある。

### 1994年度版（数学IIと数学Bへの改組）
この版では、「簡易版」と「進学系」の系統を廃し、1982年度版の「代数・幾何」「基礎解析」「微分・積分」「確率・統計」を全面的に改め、ローマ数字系とアルファベット系に、1年次の内容も含めて全面的に改組した。「基礎解析」においては、数列以外は数学IIに、数列は数学Aに、「代数・幾何」においては、ベクトルは数学Bに、行列と二次曲線は数学Cに、「確率・統計」においては、場合の数と確率（条件付き確率、確率の乗法定理、事象の独立・従属を除く）は数学Iに、二項定理は数学Aに、条件付き確率、確率の乗法定理、事象の独立・従属、確率分布（正規分布を除く）は数学Bに、資料の整理、正規分布、統計的な推測（仮説検定を除く）は数学Cに、それぞれ組み込まれた。さらに、平面幾何、計算とコンピュータが数学Aに、1963年度版以来の復活となった複素平面、算法とコンピュータが数学Bに組み込まれた。ローマ数字系とアルファベット系にはこれまでのような難易度の差はなくなり、純粋に内容の違いで分けられるようになった。また、センター試験でも、数学IIまたは数学II・数学Bのどちらかを選択できるようになった。このため、進学校でも文系は数学II・数学Bまでとする傾向が出てきた。
こうして再び位置付けが変わった数学IIであるが、このとき内容面も大きく変更された。この時の数学IIでは平面図形と式が数学Iから移行したこと、微分・積分に関する内容の大部分が数学IIから数学IIIへ移行されたことが挙げられる。また、高次方程式(この前の課程までは数学I)は数学Bへ、弧度法は数学IIIへと移された。

### 2003年度版
このときの改定は(第二次)「ゆとり教育」と呼ばれるが、数学IIの内容に関して言えば前回の改定が大規模なもので、特に代数的な内容を大幅に数学Bへと移したことの反動からか、いろいろな内容が数学IIに戻っている。具体的には、高次方程式などの数式関連、弧度法が数学IIへと戻された。数学Bの方は複素数平面が削除された代わりに、小学6年・中学2年から資料の整理が“統計とコンピュータ”として移行された。また、数学Aの“計算とコンピュータ”、数学Bの“算法とコンピュータ”を統合し、 “数値計算とコンピュータ”として数学Bに置かれた。

### 2012年度版
数学IIの方は2003年度版とはあまり大きな差はない（ただし、数学Iから三次式の展開及び因数分解の公式が、数学Aから二項定理が移行された。）。数学Bでは“統計とコンピュータ”の内容が小学6年、中学1年、数学I（データの分析）に分割移行され、 “数値計算とコンピュータ”も削除された。一方、数学Aから期待値が、数学Cから確率分布と統計的な推測が移行された。

### 2022年度版
前の版から大きな変化はない。
1. 式と証明
  1. 3次式の因数分解・3次式以上の展開（多項定理）
  2. 多項式の割り算
  3. 恒等式
  4. 分数式の計算
  5. 等式・不等式の証明
2. 複素数と方程式
  1. 複素数
  2. 2次方程式解と判別式
  3. 解と係数の関係・解の存在範囲
  4. 剰余の定理と因数定理
  5. 高次方程式
3. 図形と方程式
  1. 直線上の点・平面上の点
  2. 直線の方程式・2直線の関係
  3. 線対称・点と直線の距離
  4. 円の方程式
  5. 円と直線
  6. 2つの円
  7. 軌跡と方程式
  8. 不等式の表す領域
4. 三角関数
  1. 一般角と弧度法
  2. 三角関数
  3. 三角関数の性質・グラフ
  4. 三角関数の応用
  5. 加法定理
  6. 加法定理の応用
  7. 三角関数の和と積の公式
  8. 三角関数の合成
5. 指数関数・対数関数
  1. 指数の拡張
  2. 指数関数
  3. 対数とその性質
  4. 対数関数
  5. 常用対数
6. 微分法・積分法
  1. 微分係数と導関数
  2. 接線
  3. 関数の増減と極大・極小
  4. 最大値・最小値・方程式・不等式
  5. 不定積分
  6. 定積分
  7. 面積